# Seven Sisters Peaks
Seven Sisters Peaks ist ein 2747 Meter hohes Bergmassiv in den Bulkley Ranges der Interior Mountains in British Columbia, Kanada. Das Massiv liegt innerhalb des Seven Sisters Provincial Park and Protected Area, zehn Kilometer südöstlich von Cedarvale, südlich vom Orion Peak und ist vom Seven Sisters Glacier umgeben. Der höchste der sieben Gipfel wird Weeskinisht Peak genannt. Der Niederschlagsabfluss vom Berg und das Schmelzwasser des Gletschers fließen in Nebenflüsse des Skeena Rivers. Der nächsthöhere Gipfel ist der Howson Peak, 68,8 Kilometer südsüdöstlich. Seven Sisters Peak liegt in der kaltgemäßigten Klimazone und weist nach der Köppen-Geiger-Klassifikation Dfb- und Dfc-Klima mit kalten, schneereichen Wintern und milden Sommern auf.  Die Temperaturen können unter −20 °C fallen, mit Windchill-Faktoren unter −30 °C. Seven Sisters Mountain war der Name, der 1948 angenommen wurde, aber der Name des Berges wurde geändert und am 4. Oktober 1951 vom Geographical Names Board of Canada offiziell angenommen.
Die einzelnen Gipfel des Massivs von Westen nach Osten tragen die Namen Tlooki Peak, Weeskinisht Peak, Tagai Peak, Tingi Peak, Kitshin Peak, Kletoosho Peak und Tuatoosho Peak, was die Tsimshian/Gitxsan-Wörter für Eins, „Spitze des Berges“, Drei, Vier, Fünf, Sechs bzw. Sieben sind. Mit Ausnahme von Weeskinisht wurden die anderen Namen von Neal M. Carter vom Alpine Club of Canada vorgeschlagen und 1977 offiziell angenommen.

## Gipfel der Seven Sisters Peaks
| Name             | Höhe   | Schartenhöhe | Erstbesteigung       | Quelle |
| ---------------- | ------ | ------------ | -------------------- | ------ |
| Tlooki Peak      | 2571 m | 0121 m       | 1958: Chris Mair     | [ 5 ]  |
| Weeskinisht Peak | 2747 m | 1862 m       | 1941: Neal Carter    | [ 6 ]  |
| Tagai Peak       | 2660 m | 0130 m       | 1962: Shives & Brown | [ 7 ]  |
| Tingi Peak       | 2534 m | 0049 m       |                      | [ 8 ]  |
| Kitshin Peak     | 2580 m | 0170 m       |                      | [ 9 ]  |
| Kletoosho Peak   | 2597 m | 0207 m       |                      | [ 10 ] |
| Tuatoosho Peak   | 2621 m | 0251 m       |                      | [ 11 ] |

## Bildergalerie

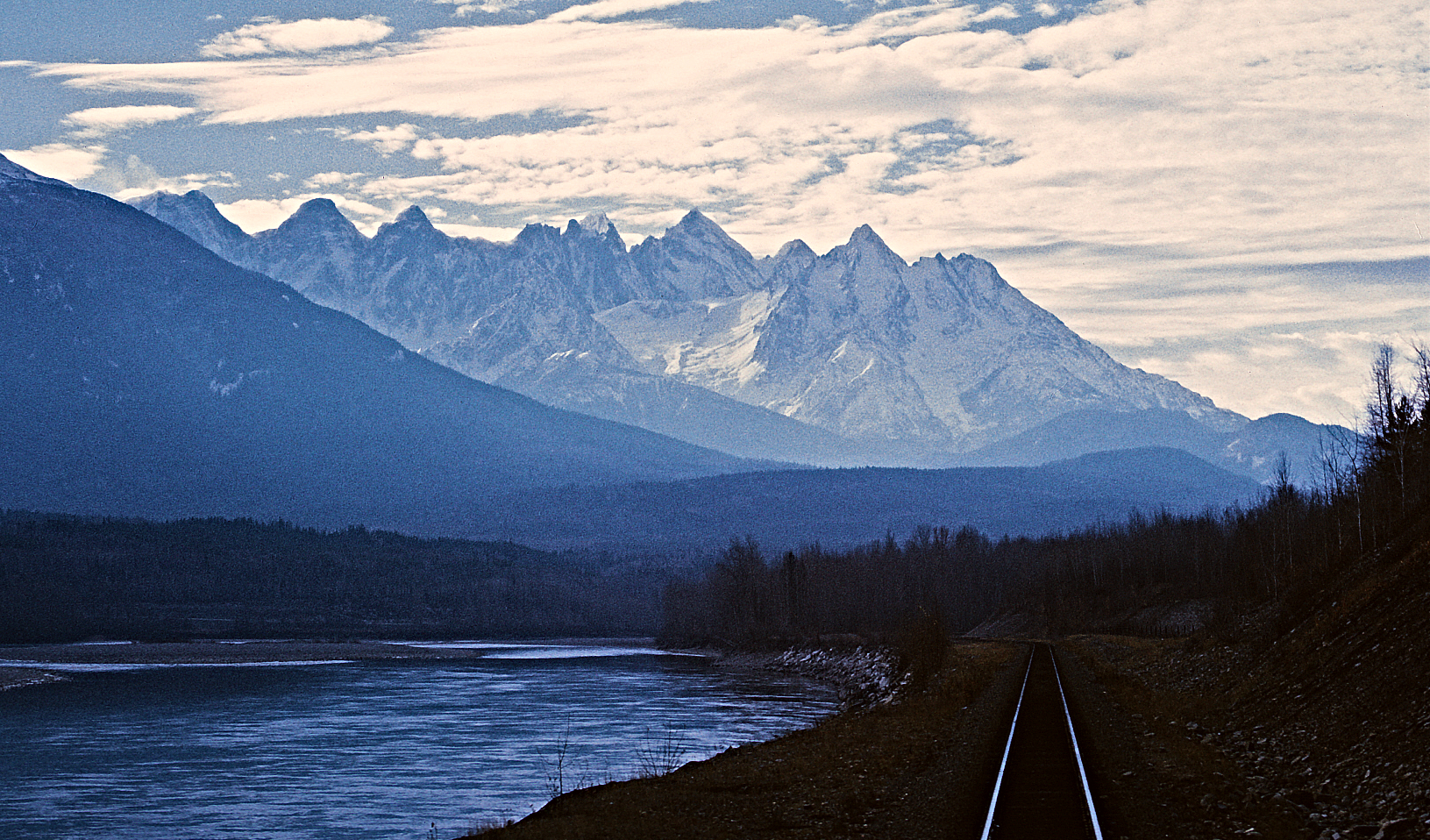
Seven Sisters Peaks mit Orion Peak und dem Skeena River
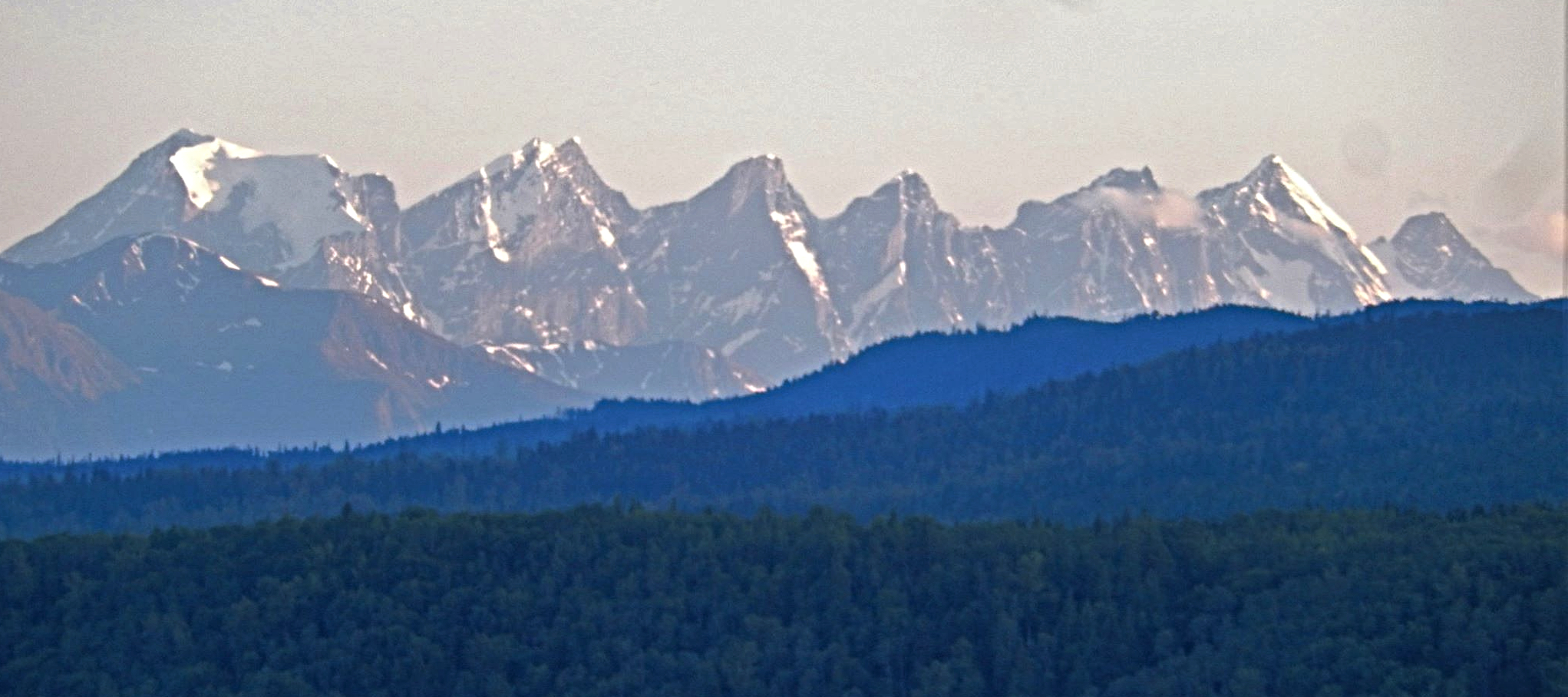
Von links nach rechts: Tuatoosho, Kletoosho, Kitshin, Tingi, Tagai, Weeskinisht, Tlooki (von Norden).
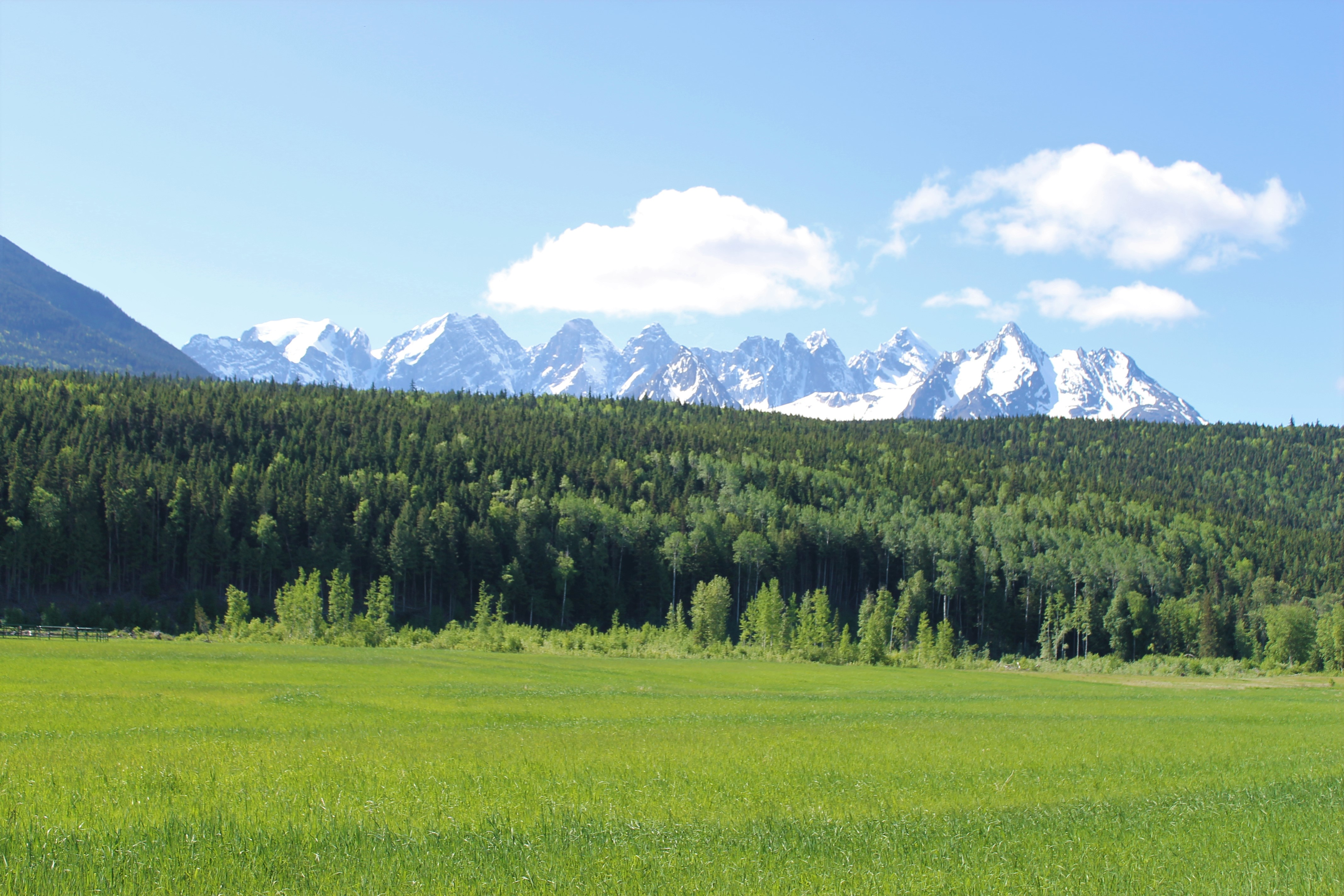
Die Gipfel, wie man sie vom Yellowhead Highway und Skeena River aus sieht